# ハングリード
ハングリード株式会社（英: Hunglead, Inc.）は、東京都中野区に本社を置くECサイト関連のソフトウェアを開発、SaaSモデルで販売する国産ソフトウェアメーカーとして知られる日本の企業。
楽天グループの完全子会社。

## 概要
ハングリード株式会社は、吉武修平が2006年（平成18年）10月に町田市で創業した。創業当初は、中小企業に特化したホームページ制作やウェブシステムの受託開発事業を行っていたが、2008年（平成20年）、ECサイト構築で培ったネット販売のノウハウを活かし、自社開発によるSaaS事業（サブスクリプションモデル）へ転換を行う。
2008年（平成20年）7月にリリースした多店舗在庫管理システム「zaiko Robot」は、一年余りで年間流通総額100億円を突破。
同社の旗艦サービスとなり、2012年（平成24年）8月には年間流通総額1000億円を突破する。2010年（平成22年）6月にはベストベンチャー100にも選出されている。2015年12月に楽天グループに参画。
主要取引金融機関 三菱UFJ銀行 町田支店、顧問弁護士 プロコミットパートナーズ法律事務所 弁護士 長尾卓、所属団体 一般社団法人新経済連盟。

## 社名の由来
社名は「ハングリー」と「リード」という二つのことばを掛け合わせたもの。創業者である吉武修平は、海外留学の経験から「このままの日本では、近い将来追い抜かれてしまう」という危機感を抱く。そこで「どこまでもハングリーに、そして常に社会をリードしていく企業を目指す」という強い思いを企業に込めた。

## 沿革
- 2006年（平成18年）10月 - 資本金100,000円にてハングリード株式会社設立（東京都町田市）
- 2007年（平成19年）1月 - 中小企業に特化したホームページ制作、ウェブシステム開発サービス開始
- 2007年（平成19年）11月 - 業務拡大のため事務所移転（東京都中野区）
- 2008年（平成20年）4月 - EC-CUBEデザインテンプレート販売開始
- 2008年（平成20年）5月 - 『上位でーる』『上位でーるblog』リリース
- 2008年（平成20年）7月 - 多店舗在庫管理システム『zaiko Robot』リリース
- 2008年（平成20年）7月 - 株式会社ロックオンと業務提携
- 2009年（平成21年）1月 - zaiko Robot月間流通総額3億5,000万円突破
- 2009年（平成21年）3月 - zaiko Robot月間流通総額5億円突破
- 2009年（平成21年）8月 - 販促シール『売れピタ！』リリース
- 2009年（平成21年）12月 - zaiko Robot年間流通総額100億円突破
- 2010年（平成22年）4月 - 多店舗商品管理システム『item Robot』リリース
- 2010年（平成22年）6月 - ベストベンチャー100に選出
- 2010年（平成22年）7月 - モール連係型仕入サイト『CostCutAvenue』リリース
- 2011年（平成23年）1月 - zaiko Robot年間流通総額600億円突破
- 2011年（平成23年）5月 - 多店舗受注管理システム『sokuhan Robot』リリース
- 2011年（平成23年）6月 - 株式会社ベッコアメ・インターネットから在庫シェア・サービス『ストックコンシェ』提供開始[6]
- 2012年（平成24年）4月 - 楽天市場RMSパートナーに認定
- 2012年（平成24年）4月 - 中～大規模のEC店舗に最適な『ZAIKO ROBOT for NIFTY Cloud』がニフティ株式会社から提供開始
- 2012年（平成24年）5月 - モール連動プラグイン『Robot-in』リリース
- 2012年（平成24年）8月 - zaiko Robot年間流通総額1,000億円突破
- 2013年（平成25年）6月 - 楽天市場RMSパートナーの「GOLDパートナー」に正式認定
- 2014年（平成26年）7月 - 楽天市場の広告効果測定システム『ad Robot』リリース
- 2014年（平成26年）7月 - プライバシーマーク取得
- 2014年（平成26年）9月 - 広島支社設立および事業譲受
- 2014年（平成26年）12月 - 業務拡大のため本社事務所移転
- 2015年（平成27年）9月 - 業務拡大のため広島支社事務所移転
- 2015年（平成27年）12月 - 楽天グループに参画
- 2015年（平成27年）12月 - 第三者割当増資を実施資本金1億471万8568円(資本準備金含む)に増資
- 2016年（平成28年）10月 - 商品一括登録システム item Robot 楽天限定プランリリース
- 2017年（平成29年）1月 - 楽天市場の広告効果測定システム ad Robot のサービス終了
- 2017年（平成29年）6月 - Robot シリーズ導入実績10,000アカウント突破
- 2019年（令和元年）6月 - 大阪営業所開設
- 2019年（令和元年）6月 - Robotシリーズ導入実績20,000アカウント突破
- 2020年（令和2年）7月 - ネットショップ一元管理システム『BOSS』リリース

代表者の経歴
- 代表取締役社長　吉武 修平 （よしたけ しゅうへい）

1975年（昭和50年） - 香川県出身
1999年（平成11年） - 首都師範大学卒業（中国北京）
2001年（平成13年） - Unitybell,inc.入社
2005年（平成17年） - 信州大学大学院工学系研究科で博士前期課程修了
2006年（平成18年） - ハングリード株式会社設立、代表取締役就任

## 認定
- RMSパートナー　GOLDパートナー（最高位）
- ベストベンチャー2010
- ベストベンチャー2011
- ECのミカタ BEST100 AWARDS 2014 効率化システム部門
- プライバシーマーク（第10824203号） JIS Q 15001準拠

## 業務提携企業
- 株式会社ロックオン
- 株式会社サイオ
- 株式会社ビジコム
- ニフティ株式会社

## 主要取引先
- 楽天グループ株式会社
- ヤフー株式会社
- 株式会社ビジコム
- ニフティ株式会社
- ロジザード株式会社
- 株式会社アラタナ

- 三愛ケーアールディ株式会社
- 株式会社ジーエスビー
- ジェネシス・イーシー株式会社
- 株式会社タスネット
- 株式会社ND&I

## 関連用語
- 電子商取引
- ECサイト
- 電子商店街
- 楽天
- 在庫管理
- 単品管理
- Software as a Service (SaaS)
- アプリケーションサービスプロバイダ (ASP)